# Hotu Matu'a
Hotu Matu'a fue el primer ariki (rey) de Rapa Nui, hacia el siglo IV de nuestra era.

## Leyenda
La mitología pascuense cuenta que antiguos sabios (maorí) habían pronosticado que se hundiría la tierra de Hiva, mítico continente o isla. La posterior subida de las aguas causó muchas muertes, y en las generaciones siguientes se construyeron canoas para escapar de la isla y encontrar nuevas tierras.
Fue en este contexto que se dice, que sucedió que el dios Make-Make se le apareció en un sueño al sabio Hau-Maka; para que el ariki Hotu Matu'a supiera que era su destino viajar hacia la Isla de Pascua; es decir, a Mata ki te Rangi (Ojos que miran al Cielo).
Primeramente el ariki habría enviado siete exploradores a la nueva tierra, para reconocer lo visto por Hau-maka. Estos exploradores habrían sido dos hijos de Hau-maka: Ira y Raparenga; y cinco hijos de Huatava (hermano de Hau-maka) : Ku’u Ku’u, Ringi Ringi, Nonoma, U’ure y Mako’i la isla es llamada "Te pito o te kainga" (Ombligo o punto extremo de la matriz).
Posteriormente, luego de la exploración, Hotu-Matu´a junto a su familia y su séquito llegaron a la isla en dos grandes pahi (canoa doble). Sin embargo Ira y Raparenga, quienes se habían quedado esperando al rey, al verle que se aproximaba le gritaron que aquella tierra no era buena ya que en ella crecía mucha maleza; a lo que el rey les contesta que eso no importaba ya que en su tierra también crecía maleza, refiriéndose a las inundaciones que lo arrasaban todo.
Fue así como desembarcó el Ariki Hotu Matu'a, el primer rey de la isla, junto a su mujer Vakai a Heva y a su hermana Ava Rei Pu'a en la playa Anakena, donde fijaría su real residencia. Posteriormente, con todos los ritos y bendiciones correspondientes, dividió la tierra entre él y su hermana. Además habría asignado la mesetas del Poike a los prisioneros Hanau Momoko (orejas cortas); quienes en la tierra de Hiva habrían sido derrotados y también traídos a la isla. Desde entonces la isla recibió el nombre de Te pito o te henua (El ombligo de la Tierra).
Antes de morir, Hotu Matu'a habría dividido la isla entregándole una parte a cada uno de sus hijos para que estos formaran sus propias tribus o mata.

## Akahanga
A su muerte el Ariki Hotu Matu’a fue enterrado en el lugar denominado Akahanga (donde actualmente se encuentra el ahu Akahanga). Observaciones realizadas en terreno han permitido sugerir el empleo de conocimientos astronómicos para la localización de Akahanga y algunos otros sitios. La localización del sitio seleccionado para el emplazamiento de la tumba del Ariki Henua en el centro de la línea costera podría justificarse, porque de esta forma el mana o poder que de él emanaba, se repartía equitativamente para ambos lados de la isla, dando buenas cosechas y buena pesca para todas las personas.